# Maurice et Maralyn Bailey
Maurice et Maralyn Bailey sont un couple de Britanniques qui, en 1973, ont survécu 118 jours sur un radeau de sauvetage dans l’Océan Pacifique avant d’être sauvés.
Maralyn Bailey, née Maralyn Harrison le 24 avril 1941 à Nottingham, Angleterre s’est mariée avec Maurice Bailey en 1963. Elle est fonctionnaire dans une administration, lui est employé d’imprimerie. Ils forment le projet de changer de vie et de rallier la Nouvelle-Zélande. Un projet qu’ils préparent pendant sept ans. Ils vendent leur maison, font construire un voilier d’un peu plus de 9 m et se forment à la navigation.

## 117 jours à la dérive
Leur histoire de survie est connu sous le titre de 117 jours à la dérive bien que la durée réelle ait été plus longue (118 jours) parce que les premiers compte-rendus étaient erronés mais il a été décidé de conserver ce titre par cohérence.
Partis de Southampton, Angleterre, dans leur yacht de 31 pieds (9,4488 m) Auralyn, les Bailey avaient comme destination prévue la Nouvelle-Zélande. Ils franchissent sans encombre le canal de Canal de Panama en février et mettent le cap vers les Îles Galápagos. Le 4 mars 1973 à l’aube, leur yacht est heurté par un cachalot et sérieusement endommagé. Le voyant s’éloigner en laissant une traînée de sang, ils pensent que l’animal devait avoir été blessé auparavant, peut-être par un baleinier aperçu dans la nuit.

Malgré leurs efforts, en essayant notamment de faire passer une voile sous la coque pour obstruer le trou, la voie d’eau s’avère impossible à colmater. Pomper est inefficace et 40 minutes après la collision, les Bailey se décident à abandonner le bateau pour se réfugier dans leur radeau de survie maintenu à couple de l’annexe gonflable, y ayant au préalable transféré le maximum de vivres et d’affaires, notamment les instruments de navigation, un réchaud, deux livres, un appareil photo et les carnets de notes dont ne se séparait jamais Maralyn. Cinquante minutes après la collision, ils voient disparaître Auralyn dans les flots. Maurice, avec l’annexe, repêchera encore 4 bidons d’eau, un d’essence et un d’alcool à brûler dans les débris flottants.
Maralyn évalue qu’ils disposent alors de 20 à 30 jours de vivres. Ils récupèrent l’eau de pluie et quand les vivres s’épuisent, ils se mettent à se nourrir de poisson, de chair de tortues attrapées à la main ou pêchées avec des épingles de sûreté façonnées en hameçons. Alors qu’ils dérivent dans l’océan Pacifique, le couple aperçoit sept navires, mais ils n’arrivent pas à attirer l’attention de ces bateaux, leurs fusées de détresse étant défaillantes et leur kit de survie ne contenait pas de miroir de signalisation.

Au bout de deux mois l’annexe commence à se détériorer et ils doivent fréquemment la regonfler. Après avoir cherché à se rapprocher des Galapagos en ramant, ils abandonnent car les courants marins les en éloignent et ils se laissent alors dériver, espérant rejoindre une voie maritime. Pour s’occuper l’esprit, au début ils lisent le manuel de navigation de Hiscock (en) et une biographie de Richard III et jouent : Maralyn inventa des jeux de cartes et des dominos. Puis ils se mettent à souffrir terriblement de la malnutrition et des plaies induites par les frottement dans le radeau, aggravé par des conditions d’humidité permanente. Ils affrontèrent plusieurs tempêtes. Maurice se met à tousser, ses plaies sont à vif, Maralyn lui fait reprendre des forces grâce à des œufs de tortues prélevés sur des animaux pêchés.

Après avoir dérivé sur environ 1 500 miles (2 400 km), le couple Bailey fut secouru par l’équipage du thonier sud-coréen Weolmi 306 le 30 juin 1973. Kim Min-Chan, chef de pont avait aperçu une tache noire à 4 kilomètres à tribord. Après avoir initialement dépassé le radeau, le capitaine Suh Chong-il décida de s’approcher. Le couple a été embarqué dans un état d'émaciation avancé, ayant perdu environ 40 livres (18 kg) chacun et leurs jambes étant à peine capables de supporter leur poids.
Le Weolmi 306 les déposa à Honolulu, Hawaii.

## Par la suite
Les Bailey rentrèrent en Angleterre et écrivirent 117 jours à la dérive, le récit de leur épreuve publié en 1974. L’année suivante ils reprirent la mer sur leur nouveau bateau Auralyn II, pour étudier les baleines dans les mers au large de la Patagonie. Ils ont effectué plusieurs autres voyages, vivant des redevances de leur livre et écrivant des articles sur leurs aventures pour les magazines.
Maurice Bailey a toujours attribué leur survie à la ténacité de sa femme : "Elle a gardé le moral élevé lorsque je déprimais", se souvient-il. "Quand j'étais prêt à perdre espoir, elle était là à mes côtés."
A la suite de leur sauvetage, ils adoptèrent tous les deux un régime végétarien.
En 1980 ils se sont installés dans le port de Lymington, Hampshire, où Maurice dirigea un magasin d’accastillage pour bateaux et Maralyn une jardinerie.
Maralyn est décédée en le 21 mai 2002, âgée de 61 ans. Maurice Bailey en décembre 2018 à l’âge de 85 ans.

## Récits
- Les Bailey ont écrit un récit sous le titre 117 Days Adrift - 117 jours à la dérive  (publié sous le titre « (published with the title Staying Alive! aux États-Unis), publié en 1974 par Adlard Coles Nautical (en).

Edition en français 117 jours à la dérive. Abordés et coulés par un cachalot, de Maurice et Maralyn Bailey (éd. Arthaud 1974) -  (ISBN 270030053X) /  (ISBN 9782700300536) traduction de Florence Herbulot.
- Alvaro Cerezo a interviewé Maurice Bailey et rédigé un article "117 Days Adrift" sur l’expérience vécue par le couple Bailey, accompagné par un court métrage de huit minutes intitulé Surviving on a Lifeboat for 117 Days[7].

- un livre paru en 2024 Maurice and Maralyn par la journaliste Sophie Elmhirst (en)[8], qui a été récompensé en 2024 par les Nero Book Awards (en)[9].
- Naufragés. Un couple à la dérive dans le Pacifique, de Sophie Elmhirst, traduit de l’anglais (Royaume-Uni) par Karine Forestier, aux éditions Paulsen - Avril 2025